# 素方花
素方，又名秀英花、蔓茉莉，为木樨科素馨属的一种植物。原產於印度、喜馬拉雅山脉、喀什米爾。花期約6－10月，花可提煉香花浸膏做香料原料，并可为茶葉賦香。可通过扦插與壓條法繁殖。

## 種類
- 費歐娜（Jasminum officinale‘Siona Sunrise’）

## 台灣培育地點
- 三重社區大學 （页面存档备份，存于）校長劉世偉、校務委員張明祥及林月于女士帶領「三蘆香花文史工作團」於新北市三重區進行培育。成功培育地點:二重疏洪道、忠孝碼頭、空軍三重一村、三重區公所、正義國小、光榮國小、三光國小、五華國小、三重高中等地區[1]